# Eva Svensson (arkeolog)
Eva Inga Elisabet Svensson, född 2 december 1962, är professor i miljövetenskap och docent i medeltidsarkeologi, verksam vid Karlstads universitet.

## Uppväxt och studier
Eva Svensson bodde under sin uppväxt med naturen intill husknuten och fick tidigt intresse för skog och mark. Genom fältarbeten i Värmland i början av 1990-talet då hon var fornminnesinventerare bland annat i Dalby socken, blev hon intresserad av historisk arkeologi, som hon studerade vid Lunds universitet där hon disputerade i samma ämne i Lund 1998.
Eva Svenssons doktorsavhandling hade titeln Människor i utmark och behandlade användningen av skogliga utmarker under järnålder, medeltid och tidig modern tid. Studien bygger på material från lokalsamhällena Dalby och Gunnarskog i Värmland. De fysiska spåren som står i centrum för  studien är fångstgropar för älg, lågteknisk järnframställning, fäbodar (sätrar), lokaler där man skördat foder på utmarken och ibland också odlat, framställning av tjära och platser där man brutit täljsten. Eva Svensson deltog under sin utbildning i två undersökningar av bebyggelselämningar, Gammelvallen i Södra Finnskoga och Skramle. I dessa studier studeras hur man använde utmarken och detta material inarbetade hon i sin avhandling. Arbetet använder en tvärvetenskaplig metod. Utmarksbruket var en del av ett lantbruk med så kallat kombinerat  åker- och ängsbruk. Utmarken användes redan innan mellersta järnåldern då systemet åker/äng började tillämpas i skogarna i mellersta Sverige. Hur utmarken brukas bestäms av ett samspel mellan  naturliga förutsättningar, tidigare utnyttjande av landskapet, användningen av markerna inom åker- och ängsbrukssystemet. Förutom dessa lokala förutsättningar spelar den sociala strukturen i samhället och olika människors egna sätt att anpassa sig till dessa förhållanden en roll i de utformade strategierna. Människorna brukade utmarkerna kallas skogsbönder. Utmarksbruket skapade produkter som via avsalu på en yttre marknad kunde generera inkomster och spred riskerna med det enkla jordbruket. Skogsbönderna var relativt välbärgade och deras situation studeras gentemot de sociala villkoren och rådande tillstånd i naturliga villkoren. Avhandlingen koncentreras främst på två verksamhetsfält i socialt dagligt liv: det egna hushållet och arbetsorganisationen samt  förhållanden inom lokalsamhället. Gunnarskogs och Dalbys skogsbönder valde olika inriktning i sitt brukade av utmarkerna. I Gunnarskog hade det växt fram en arbetsdelning där hushåll inom byn använde olika resurser inom byn. I Dalby var de flesta hushåll engagerade i alla varianter av utmarksbruk. Hushållen konkurrerade på en marknad med sina producerade varor redan under vikingatid / tidig medeltid. Då denna marknad försvagades under vikingatid / tidig medeltid  strävade Dalby-bönderna efter ett samarbete inom lokalsamhället. Senare övergick skogsbönderna i både Dalby och Gunnarskog under tidig modern tid (1500-tal) till att föda upp oxar som forslades i oxdrifter till bergslagen i närområdet.

## Forskning efter utbildningen
Eva Svensson arbetade efter sina studier som arkeolog med verksamhet i kulturarvssektorn och även på universiteten. Hon var verksam på Lunds Universitet där hon 2002 var redaktör för studien Skramle. The true story of a deserted medieval farmstead. ( Lund Studies in Medieval Archaeology nr 27) och Settlement, shieling and landscape - The local history of a forest hamlet ( Lund Studies in Medieval Archaeology nr 32). Efter medverkan i flera konferenser om utmarksbruk och artiklar om bebyggelselämningar i en publikation Sentida bebyggelse i antikvarisk och arkeologisk verksamhet - en tematisk utvärdering utgiven av riksantikvarieämbetet flyttade hon från Lund 2006.
Eva Svensson blev anställd på Karlstads universitet 2006. Hennes forskning har varit inriktad på materiell kultur, landskapsutveckling samt på medborgarprocesser och sedan mera mot hållbar utveckling och miljöomställningen av samhället. Tvärvetenskaps stora roll i forskningen om regional samhällsutveckling.
Eva Svensson har arbetat med flera olik forskningsområden. Inledningsvis var sociala, ekologiska och tvärvetenskapliga studier av skogslandskapet i ett längre tidsperspektiv från vikingatid till tidig modern tid. Arbeten om yngre tid har behandlat de obesuttnas miljö- och livsvillkor under 1700-1900-tal. Syftet har varit att följa den kulturhistoriska utvecklingen i främst skogsbygder och studera dessa områdens kulturarv. Studierna har på senare tid också gällt problem inom miljöområdet inriktad mot en hållbarare livsstil.

## Sammanfattning av forskningsresultaten
I artikeln Från resurskolonisation till regional arbetsdelning  i Värmlands museums bok Om arkeologi  i Värmland summerar Eva Svensson med några kolleger sin tvärvetenskapliga forskning om hur de värmländska skogarnas har brukats från vikingatiden till modern tid. De värmländska skogarna jämförs med andra nationella och internationella områden för att få ett större perspektiv. Det finns spår av bosättning och verksamheter från stenålder, men från äldre järnålder inträffade en förändring kvalitativt och kvantitativt. Under järnåldern koloniserades norra delarna av Värmland då man sökte varor som efterfrågade av samhällets övre skikt. Samtidigt etablerades en ny bebyggelse som ofta bestod av tre delar: gård, säter och utmarksbruk. Under senare delen av järnåldern (vikingatid) och tidig medeltid växte den lokala ekonomin och specialiserades i norra dalen runt Klarälven. Gårdarna satsade på att tillverka blästerjärn och produkter av älg för försäljning på marknad internationellt. Marknaden föll sedan för dessa varor på 1200-talet e.Kr. Bönderna övergick då till mer självförsörjande gårdar med egen sädesodling och boskapsskötsel. I skogsområdena i södra Värmland växte ett system byggt på bättre balans mellan produktion på inägomark av med växtodling och fodertäkt medan utmarkernas produktion inriktades mot varor med olika marknader där de avyttrades. Varuproduktion på utmarkerna hade mindre insatser och var mer en del av intern arbetsdelning i de olika bygderna och bara delvis inriktade på en extern marknad. Denna ekonomi var mindre känslig när marknaden förändrades. Istället uppstod en ny sårbarhet då den senmedeltida krisen drabbade de agrara näringarna från 1300-talets mitt. Från denna tid finns flera gårdsenheter som blev öde i Värmland. Norra Värmland högt uppe Klarälvsdalen klarade agrarkrisen bättre. Under senare delen av medeltiden och första delen av den moderna tiden växte ekonomin snabbare, befolkningen ökade och ny bebyggelse etablerades i de värmländska skogarna på grund av bergsbruket med dess behov av olika förnödenheter som träkol och malm, transporter och livsmedel. Senare etablerades bruk i Värmland, vilket ännu mera ökade efterfrågan av varor för avsalu.